# Actinacantha globulata
Actinacantha globulata Simon, 1864 è un ragno appartenente alla famiglia Araneidae.
È l'unica specie nota del genere Actinacantha.

## Etimologia
Il nome deriva dal greco ἀκτίς, actìs, cioè splendore, lampo, e ᾶκανθα, àkantha, cioè spina, per i colori fulgidi e la presenza di processi spinali.

## Distribuzione
La specie è stata rinvenuta in Indonesia, nelle isole di Sumatra e Giava.

## Tassonomia
Descritto originariamente come sottogenere di Gasteracantha Sundevall, 1833, è stato elevato al rango di genere da un lavoro dell'aracnologo Emerit del 1974.
Dal 1882 non sono stati esaminati altri esemplari, né sono state descritte sottospecie al 2014.